# Carapicuíba
Carapicuíba − miasto w Brazylii w stanie São Paulo.
Liczba mieszkańców w 2000 roku wynosiła 343 668 natomiast w 2021 roku mieszkańców było 405 375.